# Nick Mdoreuli
Nick Mdoreuli (* 19. Dezember 1996 in Tiflis, Georgien) ist ein deutsch-georgischer Futsal- und Fußballspieler.

## Leben
Mdoreuli wuchs in der Zchinwali, der Hauptstadt der umstrittenen Republik Südossetien bei seiner Großmutter auf. Sein Vater verließ die Familie, während seine Mutter kurze Zeit darauf starb. Nach dem Tod seiner Großmutter im Jahre 2014 flüchtete Mdoreuli nach Deutschland und kam in Bielefeld unter. Dort erwarb er die Mittlere Reife und begann eine Ausbildung zum Kaufmann für Büromanagement. Im Sommer 2018 wurde sein Asylantrag abgelehnt, so dass ihm die Abschiebung drohte. Im Juli 2019 erhielt Mdoreuli eine Ausbildungsduldung.

## Karriere

### Futsal
Mdoreuli begann seine Futsal Karriere 2016 bei den Black Panthers Bielefeld. In seiner ersten Saison wurden er und seine Mannschaft Herbstmeister. Mdoreuli wurde zweitbester Torschütze mit 29 Toren und Topscorer der Liga mit insgesamt 29 Toren und 36 Vorlagen. In der darauffolgenden Saison machte Mdoreuli 22 Tore und 23 Vorlagen und gewann mit seiner Mannschaft das turbulente Bielefelder Derby mit 7:5. Hierbei schoss Mdoreuli das entscheidende Tor. Nick Mdoreuli wurde im April 2018 erstmals für die deutsche Futsal-Nationalmannschaft nominiert. Da er zu dem Zeitpunkt nicht in Besitz eines deutschen Passes war, konnte er nur an den Trainingseinheiten und Lehrgängen teilnehmen. Die Teilnahme an den Spielen blieb ihm verwehrt. In der Saison 18/19 wurde Mdoreuli das erste Mal Torschützenkönig der Liga mit 40 Treffern (Rekord seit Beginn der Ligageschichte) in 15 Spielen. Im Sommer 2019 wechselte Mdoreuli zu den Futsal Panthers Köln, wo er in seinem ersten Pflichtspiel drei Tore gegen UFC Münster schoss. Bis zur Halbserie schoss Mdoreuli in acht Spielen zehn Tore, bevor es für ihn zurück nach Bielefeld ging. Dort spielt Mdoreuli seit Januar 2020 für den MCH Futsal Club Bielefeld-Sennestadt. Seinen Wechsel krönte er mit dem Titel Westdeutscher Meister und qualifizierte sich zusammen mit seiner Mannschaft für die deutsche Meisterschaft. Insgesamt macht Mdoreuli in der Saison 2019/20 17 Tore und 14 Vorlagen in 13 Spielen.

### Fußball
Mdoreuli spielte in der Jugend des VfB Fichte Bielefeld und rückte 2015 in den Kader der ersten Mannschaft auf. Mit dem VfB Fichte stieg er am Saisonende aus der Westfalenliga ab. Während der folgenden Saison 2016/17 wechselte Mdoreuli zum Ligarivalen Spvg Steinhagen. Während der Saison 2018/19 folgte dann der Wechsel zum Westfalenligisten VfL Theesen.